# Plan Nacional de Accidente Cerebrovascular 2013 (Chile)
Las enfermedades cerebrovasculares en Chile representan la principal causa de mortalidad, con 8.130 defunciones, según lo reportado por el MINSAL en el año 2012. Esto corresponde a una tasa de 52 defunciones por 100.000 habitantes el año 2010.  Además, es la primera causa específica de años de vida ajustados por discapacidad (AVISA) en mayores de 74 años y la quinta entre 60 y 74 años (MINSAL, 2008).
Buscando dar solución a este grave problema, el Gobierno de Chile a través del Ministerio de Salud, ha creado un plan nacional para el manejo de los ataques cerebrovasculares.
La Estrategia Nacional de Salud (ENS) implica un modelo de gestión, para lograr 4 objetivos sanitarios para la década hasta el año 2020:
- Mejorar la salud de la población
- Disminuir las desigualdades en salud
- Aumentar la satisfacción de la población frente a los servicios de salud
- Asegurar la calidad de las intervenciones sanitarias

Sobre la base de este plan, los  objetivos estratégicos para la atención del ataque cerebrovascular quiere lograr una disminución del 10 % de las muertes por infarto o hemorragias cerebrales, pero también una disminución de las secuelas e invalidez de los sobrevivientes. Para ello el Ministerio de Salud ha desarrollado desde el año  2012 un Plan de Acción para los ataques cerebrovasculares, además de presentar la nueva guía clínica AUGE 2013 para los Accidentes Cerebrovasculares Isquémicos en personas de sobre 15 años.

## Historia de manejo estandarizado del infarto cerebral
El infarto cerebral al igual que el infarto cardíaco, forman las principales causas de muertes de los adultos hace varias décadas, desde que las medidas de salud pública desplazaron las infecciones como causa de fallecimiento en la población general. 
En el año 1996, aparecen las primeras guías de manejo estandarizado basado en evidencia para el accidente vascular. Pero no es sino hasta el año 2000, en que la evidencia tipo A apoya el uso de la trombólisis endovenosa como tratamiento efectivo y capaz de ser realizado en cualquier servicio de urgencia que cuente con los requerimientos mínimos.
Esto, sumado a la evidencia de la utilización de unidades especializadas de manejo médico y de enfermería, lograba una mejor recuperación de los pacientes. Las unidades de Stroke o Unidades de tratamiento agudo de ataque cerebral (UTAC) lograban disminuir la mortalidad y el grado de invalidez sin requerir grandes implementaciones sino que focalizando la atención de equipos especializados coordinados con conceptos de neuroprotección y neurorehabilitación.
Bajo el alero de la Sociedad Chilena de Neurología y Psiquiatría (SONEPSYN), en el año 1997 en Chile, se redacta la primera guía nacional para el manejo del ataque cerebrovascular agudo, que sirvió de base para la primera guía AUGE de infarto cerebral del año 2007.
Desde el año 2010, la presión de los equipos locales en los diferentes centros de salud del país, que contaban con equipos de neurología, empezaron a desarrollar programas de trombólisis endovenosa, lo que motivó al MINSAL a crear un equipo de trabajo cuyo fruto fue el plan nacional de atención del ataque cerebral. 

## Plan nacional de ataque cerebral
El plan nacional del manejo del ataque cerebral, fue desarrollado por la subsecretaría de redes asistenciales, la subsecretaría de salud pública y el apoyo de la sociedad científica SONEPSYN, con el objetivo principal de contribuir a la reducción de la letalidad y las secuelas de los pacientes con ACV.
Se consideró necesario desarrollar los siguientes objetivos específicos:
- Acuñar el uso del término “código ACV”.
- Incorporar la noción de emergencia neurológica asociada al ACV y al Ataque Isquémico Transitorio (AIT) en todo el personal de salud.
- Aumentar el diagnóstico oportuno en pacientes que consultan con síntomas neurológicos focales.
- Mejorar el acceso a trombólisis de aquellos pacientes con diagnóstico de ACV isquémico que cumplan con los requisitos para el tratamiento específico.
- Aumentar la rehabilitación de inicio precoz en la estadía hospitalaria de los pacientes con ACV.
- Mejorar la derivación de personas con ACV a rehabilitación en el nivel comunitario (APS)
- Mejorar la cobertura de prevención secundaria en los pacientes con ACV.
- Mejorar la continuidad de la atención de los pacientes con ACV post alta.

### “código ACV”
A lo largo del mundo, diferentes planes de manejo de accidentes vasculares agudos, han requerido utilizar un código para la activación inmediata de una cadena de eventos requeridos para llegar a la utilización de un trobolítico dentro de un tiempo de ventana terapéutica muy acotado. Se requiere cambiar la manera en que se manejan los pacientes para mejorar la sobrevida y reducir sus secuelas, reconociendo esta enfermedad como una emergencia neurológica. 
En Chile, se ha adoptado el término “Código ACV” para lograr completar los requerimientos que se necesitan para realizar una trombólisis endovenosa antes de 4.5 horas desde el inicio de los síntomas de un Ataque Cerebrovascular.

### Reconocimiento de los síntomas
Se ha establecido que rara vez los pacientes son capaces de reconocer los síntomas principales relacionados con los ACV. Es por esto que uno de los objetivos complementarios del plan de manejo, implica dar a conocer a la población general cuales son, de manera que se puedan acercar al centro hospitalario oportunamente. Además, el plan busca crear campañas comunicacionales para acercar a la población al reconocimiento de los síntomas del ACV.

### Ataque Isquémico Transitorio (AIT)
En la  actualidad, se define AIT como un episodio transitorio de disfunción neurológica causada por isquemia focal cerebral, espinal o retinal, sin infarto agudo. 
Anteriormente, se creía que se limitaba a un tiempo máximo de 24 horas, sin embargo hoy se elimina este límite y se considera como una emergencia neurológica (MINSAL, 2013), ya que no se puede esperar a que pasen los minutos antes de definir su diagnóstico porque ello implicaría que no es posible realizar una trombólisis antes de las 4.5 horas,  límite de la ventana terapéutica aceptada actualmente por la evidencia científica. Además, el manejo de prevención secundaria que requiere esta patología, es idéntico al de un infarto cerebral, requiriendo neuroimagen de urgencia para determinar el daño estructural, el estudio etiológico y la instauración de una terapia preventiva.

### UTAC
Las unidades de tratamiento agudo de ataque cerebral, están constituidas por neurólogos y profesionales de la salud que incluyen enfermeras, kinesiólogos, fonoaudiólogos y terapeutas ocupacionales, los cuales deben ser capacitados continuamente y ser experimentados en ACV. Deben disponer de un área delimitada específica en el hospital y seguir protocolos y flujogramas de manejo basado en evidencia, además de ser capaces de informar y educar a los pacientes y sus familias sobre las afecciones cerebrovasculares.